# Lillia to Treize
Lillia to Treize (リリアとトレイズ?, Riria to Toreizu, lett. "Lillia e Treize") è una serie di light novel scritta da Keiichi Sigsawa ed illustrata da Kōhaku Kuroboshi. Il titolo è preceduto da Allison e seguito da Meg to Seron. Un adattamento manga di Hiroki Haruse è stato serializzato sul Sylph della ASCII Media Works tra dicembre 2006 e novembre 2008. Un adattamento anime dal titolo Allison to Lillia, basato sui romanzi sia della serie Allison che di Lillia to Treize, è stato trasmesso in Giappone tra aprile ed ottobre 2008.

## Personaggi
Lillia (リリア?, Riria)
La protagonista femminile della serie. È la figlia di quindici anni (sedici nel terzo arco) di Allison e Wil. È una ragazza esuberante e schietta che a volte risulta un po' infantile. Preferisce essere chiamata Lillia poiché il suo nome completo (Lilliane Acacia Corazon Whittington Schultz) è troppo lungo. È bilingue, sa pilotare gli aerei e conosce Treize sin dall'infanzia.
Treize (トレイズ?, Toreizu)
Il figlio di sedici anni (diciassette nel terzo arco) di Carr Benedict e Fiona. Ha una sorella gemella di nome Merielle con cui litiga spesso (soprattutto riguardo a chi è il primogenito) e contro cui vince raramente. Assomiglia molto a sua madre ed è per natura calmo e riflessivo. È piuttosto bravo in tante cose (come cucinare, cacciare, pilotare aerei e parlare lingue straniere), ma a volte è anche un po' impacciato. A causa della regola "un solo bambino" della famiglia reale di Ikstova, il suo rango di principe non è stato annunciato al popolo. Conosce Lillia sin dall'infanzia e col passare degli anni ha iniziato a provare qualcosa per lei, ma non è mai stato in grado di rivelarle i suoi sentimenti. In questa parte della serie, tra tutti i personaggi più importanti, soltanto Lillia è a conoscenza della sua vera identità.

## Media

### Light novel
La serie, scritta da Keiichi Sigsawa con le illustrazioni di Kōhaku Kuroboshi, è composta da sei volumi, pubblicati dalla MediaWorks sotto l'etichetta Dengeki Bunko tra il 10 marzo 2005 e il 10 aprile 2007.
| Nº  | Titolo italiano (traduzione letterale) Giapponese 「Kanji」 - Rōmaji                                                   | Data di prima pubblicazione           | Data di prima pubblicazione |
| Nº  | Titolo italiano (traduzione letterale) Giapponese 「Kanji」 - Rōmaji                                                   | Giapponese                            |                             |
| I   | E così i due si misero in viaggio (parte 1) 「そして二人は旅行に行った(上)」 - Soshite futari wa ryokō ni itta (ue)    | 10 marzo 2005 ISBN 4-8402-2993-7      |                             |
| II  | E così i due si misero in viaggio (parte 2) 「そして二人は旅行に行った(下)」 - Soshite futari wa ryokō ni itta (shita) | 10 maggio 2005 ISBN 4-8402-3037-4     |                             |
| III | Il giorno più lungo di Ikstova (parte 1) 「イクストーヴァの一番長い日(上)」 - Ikusutōva no ichiban nagai hi (ue)       | 10 marzo 2006 ISBN 4-8402-3342-X      |                             |
| IV  | Il giorno più lungo di Ikstova (parte 2) 「イクストーヴァの一番長い日(下)」 - Ikusutōva no ichiban nagai hi (shita)    | 10 maggio 2006 ISBN 4-8402-3427-2     |                             |
| V   | Il mio principe (parte 1) 「私の王子様(上)」 - Watashi no ōjisama (ue)                                                 | 10 marzo 2007 ISBN 978-4-8402-3754-3  |                             |
| VI  | Il mio principe (parte 2) 「私の王子様(下)」 - Watashi no ōjisama (shita)                                              | 10 aprile 2007 ISBN 978-4-8402-3800-7 |                             |

### Manga
L'adattamento manga di Hiroki Haruse è stato serializzato sulla rivista Sylph della ASCII Media Works tra il 9 dicembre 2006 e il 22 novembre 2008. I capitoli sono stati raccolti in due volumi tankōbon che sono stati pubblicati sotto l'etichetta Dengeki Comics della ASCII Media Works rispettivamente il 26 aprile 2008 e il 27 febbraio 2009.

#### Volumi
| Nº | Titolo italiano (traduzione letterale) Giapponese 「Kanji」 - Rōmaji                                                                                      | Data di prima pubblicazione             | Data di prima pubblicazione |
| Nº | Titolo italiano (traduzione letterale) Giapponese 「Kanji」 - Rōmaji                                                                                      | Giapponese                              |                             |
| 1  | Lillia e Treize 1: e così i due si misero in viaggio 「リリアとトレイズ 1 そして二人は旅行に行った」 - Riria to Toreizu 1 soshite futari wa ryokō ni itta | 26 aprile 2008 ISBN 978-4-04-867052-4   |                             |
| 2  | Lillia e Treize 2: e così i due si misero in viaggio 「リリアとトレイズ 2 そして二人は旅行に行った」 - Riria to Toreizu 2 soshite futari wa ryokō ni itta | 27 febbraio 2009 ISBN 978-4-04-867635-9 |                             |

## Accoglienza
La serie di light novel ha venduto più di 1.1 milioni di copie.